# Kmiczyn-Kolonia
Kmiczyn-Kolonia – kolonia w Polsce położona w województwie lubelskim, w powiecie tomaszowskim, w gminie Łaszczów.
W latach 1975–1998 miejscowość administracyjnie należała do województwa zamojskiego.
Kolonia wchodzi w skład sołectwa w Kmiczyn. Według Narodowego Spisu Powszechnego z roku 2011 kolonia liczyła 67 mieszkańców.

## Części wsi
| SIMC    | Nazwa  | Rodzaj    |
| ------- | ------ | --------- |
| 0893736 | Wygody | część wsi |